# Katie Melua
Ketevan "Katie" Melua, gruzijski  ქეთევან „ქეთი“ მელუა, (Kutaisi, 16. rujna 1984.), gruzijsko-britanska pjevačica, glazbenica i spisateljica.
Rođena je 1984. u Gruziji, do 1991. državi u sklopu SSSR-a. Od 1992. godine živjela je u Sjevernoj Irskoj, a od 1998. u Engleskoj.
Prvi studijski album "Call off the Search" objavila je (2003. godine). U prvih 5 mjeseci prodaje, prodano je više od 1,8 milijuna primjeraka. Tim se albumom popela na vrhove britanskih top ljestvica. U rujnu 2005. godine izdala je svoj drugi album, pod imenom "Piece by Piece"; drugi je album ponovio uspjeh prvog te time dokazao glazbenu kvalitetu ove mlade umjetnice.
Godinu dana kasnije stigla su i zaslužena priznanja, tako je Katie postala najprodavanija britanska izvođačica 2004., 2005., 2006. godine i najprodavanija europska izvođačica 2006. godine.
Treći album "Pictures" izdala je u listopadu 2007. godine. Bio je to njezin zadnji album izdan u suradnji s Mikeom Battom, s kojim je surađivala kroz sve dotadašnje albume. Katie je izdala kompilacijski album "The Katie Melua Collection" 2008. godine.

### Privatni život
Ketevan Melua, od strane svoje obitelji zvana Ketino, rođena je 1984. u gruzijskom gradu Kutaisi, smještenom 221 km od glavnog gruzijskog grada Tbilisi. Tamo je prvih pet godina živjela sa svojim djedom i bakom. Nakon toga zajedno s roditeljima i bratom preselila se u jugozapadni dio Gruzije, točnije u grad Batumi, grad smješten na obali Crnog mora, u autonomnoj pokrajini Adjara. Zbog gruzijskog građanskog rata od 1989. do 1993. u pokrajinama Južna Osetija i Abhazija, Katie i zahedno s obitelji 1993. napušta Gruziju, zajedno sele u Sjevernu Irsku, točnije u Belfast.
Katie je naučila engleski jezik i pohađala osnovnu školu "St. Catherine", a kasnije i Dominikanski koledž u Fortwilliamu (Škotska). Godine 1998. obitelj je preselila u London.
Iako je pravoslavne vjere, u razdoblju provedenom u Belfastu, Katie je pohađala rimokatoličke škole, a njezin brat protestantske. Nakon završene gimnazije u Londonu, Katie je upisala školu za primijenjenu umjetnost. Upravo je tamo počela pisati svoje prve pjesme i upoznala budućeg menadžera Mikea Batta. Katie nije pohađala sveučilište, iako je često iskazivala želju za studiranjem engleske književnosti, povijesti, ili fizike.
Pohađajući školu za primijenjenu umjetnost, Katie je upoznala Lukea Pritcharda, pjevača sastava The Kooks. Iako nikad nije govorila o tome, pretpostavlja se da su bili u vezi 3 godine.
Dana 10. kolovoza 2005. godine, Katie Melua i njezina obitelj dobili su britansko državljanstvo. Time je Katie dobila britansku putovnicu, te su putovanja po svijetu postala puno jednostavnija. Katie je do 21. godine promijenila 3 državljanstva, prvo sovjetsko, zatim gruzijsko, te na kraju britansko. Katie je ponosna na svoje britansko državljanstvo, ali i na gruzijske korijene.
Svake godine vraća se u Gruziju u posjet svojoj rodbini te djedu i baki. Čak je ni rat u Južnoj Osetiji, 2008. godine, nije spriječio u povratku kući. Time je pokazala koliko joj je stalo do rodne Gruzije, na svojim web stranicama izvještavala je svijet o ruskim zločinima koje vrše nad tom zemljom.
Katie je izrazito avanturističkog duha, i puna želje za adrenalinom. Bavila se zmajarstvom, paraglidingom, padobranstvom, obožava "vlakove smrti", a jedno je vrijeme pohađala i pilotsku školu.

### Počeci glazbene karijere
Katie je planirala postati povjesničarkom ili političarkom, no to se promijenilo 2000. godine kada je, kao 15 godišnjakinja nastupila u natjecanju mladih talenata na britanskoj televiziji ITV. Tada je pobijedila pjevajući pjesmu "Without You" velške rock grupe Badfinger. Mike Batt, njezin producent kroz prva tri albuma, uočio je talent mlade Katie.
Kad je čuo kako izvodi svoju pjesmu "Faraway Voice", koju je napisala u spomen na svog pjevačicu Evu Cassidy, Batt je s 18 godišnjom Katie potpisao ugovor.
Prvo njezino pojavljivanje u eteru bilo je kad je producent radija "BBC Radio 2", Paul Walters, čuo vodeći singl "The Closest Thing to Crazy", te ga emitirao u večernjem showu Terryja Wogana tijekom studenog i prosinaca 2003. "The Closest Thing to Crazy" bila je često emitirana pjesma, postala je veliki hit toga Božića. U siječnju 2004., album "Call off the Search" popeo se na visoka mjesta svjetskih top lista, ukupan broj prodanih primjeraka toga albuma veći je od 3 milijuna.

## Diskografija

### Call off the Search
1. studijski album, izdan 3. studenog 2003. godine u Velikoj Britaniji, a 8. lipnja 2004. u SAD-u.
Album je sačinjavalo 12 pjesama:
1. "Call off the Search" (tekst: Mike Batt)
2. "Crawling up a Hill" (tekst: John Mayall)
3. "The Closest Thing to Crazy" (tekst: Batt)
4. "My Aphrodisiac Is You" (tekst: Batt)
5. "Learnin' the Blues" (tekst: Delores J. Silver)
6. "Blame It on the Moon" (tekst: Batt)
7. "Belfast (Penguins and Cats)" (tekst: Katie Melua, Batt)
8. "I Think It's Going to Rain Today" (tekst: Randy Newman)
9. "Mockingbird Song" (tekst: Batt)
10. "Tiger in the Night" (tekst: Batt)
11. "Faraway Voice" (tekst: Melua, Batt)
12. "Lilac Wine" (tekst: James Shelton)

Najavni singl albuma bila je pjesma "The Closest Thing to Crazy".

### Piece by Piece
2. studijski album, izdan 26. rujna 2005. godine u Velikoj Britaniji, a 6. lipnja 2005. u SAD-u.
Album je sačinjavalo 15 pjesama :
1. "Shy Boy" (tekst: Mike Batt)
2. "Nine Million Bicycles" (tekst: Mike Batt)
3. "Piece by Piece" (tekst: Katie Melua, Batt)
4. "Halfway up the Hindu Kush" (tekst: Katie Melua, Mike Batt)
5. "Blues in the Night" (tekst: Harold Arlen, Johnny Mercer)
6. "Spider's Web" (tekst: Katie Melua, Batt)
7. "Blue Shoes" (tekst: Mike Batt)
8. "On the Road Again" (tekst: Floyd Jones, Alan Wilson)
9. "Thank You, Stars" (tekst: Mike Batt)
10. "Just like Heaven" (tekst: R. Smith, P. Thompson, S. Gallup, L. Tolhurst, B.Williams)
11. "I Cried for You" (tekst: Katie Melua)
12. "I Do Believe in Love" (tekst: Katie Melua, Mike Batt)
13. "It's Only Pain" (tekst: Mike Batt)
14. "Lucy in the Sky with Diamonds" (tekst: Lennon/McCartney)
15. "Sometimes When I'm Dreaming" (tekst: Mike Batt)

Najavni singl albuma bila je pjesma "Nine Million Bicycles".

### Pictures
3. studijski album,  izdan 1. listopada 2007. godine.
Album je sačinjavalo 12 pjesama : 
1. "Mary Pickford (Used to Eat Roses)" (tekst: Mike Batt)
2. "It's All in My Head" (tekst: Batt/Katie Melua)
3. "If the Lights Go Out" (tekst: Mike Batt)
4. "What I Miss About You" (tekst: Andrea McEwan /Melua)
5. "Spellbound" (tekst: Melua)
6. "What It Says on the Tin" (tekst: Mike Batt)
7. "Scary Films" (tekst: Mike Batt)
8. "Perfect Circle" (tekst: Molly McQueen/Melua)
9. "Ghost Town" (tekst: Batt/Melua)
10. "If You Were a Sailboat" (tekst: Mike Batt)
11. "Dirty Dice" (tekst: McEwan/Melua)
12. "In My Secret Life" (tekst: Leonard Cohen/Sharon Robinson)

"Pictures" je prodan u više od 1,5 milijuna primjeraka.

### Humanitarni angažman
Katie je u puno navrta pokazala svoju dobru dušu, osim što je veleposlanica dobre volje, nastupila je i na mnoštvu dobrotvornih koncerata, a nerijetko je cijele prihode od pojedinih pjesama darovala u dobrotvorne svrhe.

### Zanimljivosti
Katie drži i Guinnessov rekord za najdublji koncert u moru. Naime, 2. listopada 2006. godine, održala je koncert na dubini od 303 metra u Sjevernom moru, na dnu platforme za crpljenje prirodnog plina.
Dana 30. studenog 2005. Katie je kritizirao znanstvenik Simon Singh; on je, naime, kritizirao stihove iz pjesme "Nine Million Bicycles" koji glase:
»We are 12 billion light-years from the edge. That's a guess — no-one can ever say it's true, but I know that I will always be with you...«
Singh je tvrdio da se radi o napadu na točnost rada kozmologa. Katie je na kritike odgovorila promijenivši stihove u:
»We are 13.7 billion light-years from the edge of the observable universe, That's a good estimate with well-defined error bars, Scientists say it's true, but acknowledge that it may be refined, And with the available information, I predict that I will always be with you.«
Obje strane su se složile da je originalna verzija ipak prihvatljivija, te je umjetnička sloboda tako pobijedila činjenice znanosti.

### Gluma
Katie Melua se pojavljuje u dijelu filma Grindhouse, redatelja Roberta Rodrigueza.
U travnju 2006. za novine "The Sun" navela je svojih 14 najdražih pjesama:
Paul Simon - "Hearts and Bones"
Jeff Buckley - "Hallelujah"
Joni Mitchell - "Marcie"
Bob Dylan - "Masters of War",
James Taylor - "How Sweet It Is (to Be Loved by You)"
Chuck Berry - "No Particular Place to Go"
Portishead - "Glory Box"
Björk - "The Pleasure Is All Mine"
Camille - "Au Port"
Rage Against the Machine - "Killing in the Name"
Bobbie Gentry - "Fancy"
Finley Quaye - "Even After All"
Suzanne Vega - "Caramel"
Babyshambles - "Fuck Forever"

## Vanjske poveznice
- Službena stranica (engl.)